# Brunei ai Giochi della XXVI Olimpiade
Il Brunei partecipò ai Giochi della XXVI Olimpiade, svoltisi ad Atlanta dal 19 luglio al 4 agosto 1996, con una delegazione di un atleta, il principe Abdul Hakeem Jefri Bolkiah, impegnato nel tiro a volo.
Fu la seconda partecipazione di questo paese ai Giochi olimpici, la prima che vide un atleta partecipare alle gare (nel 1988, infatti, non furono inviati atleti ma solo un arbitro). Non furono conquistate medaglie.